# Azaretes

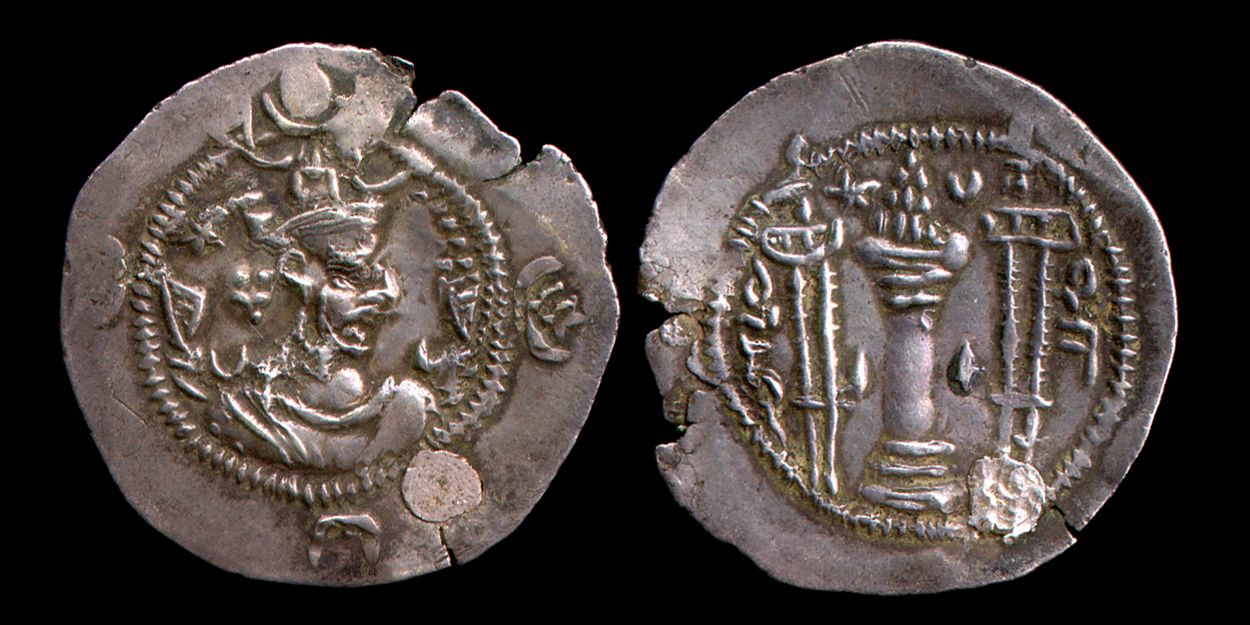
Dracma de (r. 488–496; 499–531)

Azaretes (em grego: Ἀζαρέθης), também registrado como Exarate (em grego: Ἑξαράθ) e Zuraque, foi um comandante militar sassânida durante as guerras bizantino-sassânidas. Seu nome é provavelmente a corruptela grega do título honorífico hazaraft.
De acordo com Procópio, Azaretes foi colocado como comandante do exército sassânida na Mesopotâmia após a derrota persa na Batalha de Dara em 530. Procópio chamou-o um "guerreiro excepcionalmente capaz", e Zacarias Retórico registra que ele manteve o posto de aspabedes (um ministro sênior aproximadamente equivalente ao bizantino mestre dos ofícios). Em 531, junto com seus aliados lacmidas, liderou uma invasão através do Eufrates na província bizantina de Comagena.
Quando o exército bizantino sob Belisário aproximou-se, eles se retiraram para leste, parando em Calínico. Na batalha seguinte, os bizantinos sofreram uma pesada derrota, mas as baixas persas também foram tão altas que o xá sassânida Cavades I (r. 488–496; 499–531) estava descontente com ele e retirou-o de seu comando. Ele apenas reaparece nas fontes mais uma vez, em 544, quando acompanhou o sucessor de Cavades, Cosroes I (r. 531–579), no cerco de Edessa.

## Biografia
- Bury, John Begnell (2007).  H. B. Dewing, ed. History of the Wars: Books 1-2 (Persian War). Nova Iorque: Cosimo, Inc. ISBN 1602064458

- Greatrex, Geoffrey (1998). Rome and Persia at war, 502-532. Leeds: Francis Cairns. ISBN 0905205936

- Rawlinson, George (1882). The Seventh Great Oriental Monarchy: Or, The Geography, History and Antiquities of the Sassanian Or New Persian Empire, Volume 2. Londres: Longmans, Green, and Co.

- Martindale, John R.; Jones, Arnold Hugh Martin; Morris, John (1992). The Prosopography of the Later Roman Empire - Volume III, AD 527–641. Cambridge e Nova Iorque: Cambridge University Press. ISBN 0-521-20160-8